# Julia Kronlid
Julia Maria Kronlid, född Dolk 16 juli 1980 i Bäckseda församling i Jönköpings län, är en svensk socialpedagog och politiker (sverigedemokrat). Hon är riksdagsledamot sedan 2010, invald för Stockholms läns valkrets (sedan 2014, dessförinnan invald för Skåne läns södra valkrets). Hon är sedan september 2022 riksdagens andre vice talman.

## Biografi
Julia Kronlid är dotter till verktygsmakaren Leif Dolk och sömmerskan Elisabet Dolk, född Leidefors. Hon är uppväxt mellan Korsberga och Myresjö i Vetlanda kommun. Familjen var frikyrklig.
Kronlid studerade omvårdnadsprogrammet vid Njudungsgymnasiet i Vetlanda åren 1996 till 1999. Hon fortsatte sedan studera sociala omsorgsprogrammet med inriktning socialpedagogiskt behandlingsarbete vid Örebro universitet åren 2005–2009. Programstudierna ledde fram till en kandidatexamen i socialt arbete. Efter detta arbetade hon vid allmänpsykiatrin på Örebro läns landsting.
Kronlid bor sedan 2015 i Täby efter att tidigare bott i Lillkyrka utanför Örebro. Hon är gift med politikern David Kronlid, son till grundaren av Kristna värdepartiet Per Kronlid. Tillsammans har paret tre barn.
Kronlid har arbetat som undersköterska och varit volontär för PMU på en sjukhusklinik i Papua Nya Guinea. Före resan gick hon en fyra veckors utbildning på Sida i Härnösand.
Julia Kronlid argumenterade på Sverigedemokraternas landsdagar 2009 för en biståndsvänlig politik och har utmärkt sig för att tala mycket om vikten av höjt bistånd, främst till organisationen UNHCR i syfte att hjälpa fler flyktingar på plats i krisers närområden. I riksdagen har hon också suttit som ledamot i riksdagens utrikesutskott under 2010 till 2016 och var då Sverigedemokraternas utrikes- och biståndspolitiska talesperson. Sedan 2017 är hon dock ledamot av socialförsäkringsutskottet där hon sedan 2021 också har rollen som talesperson i socialförsäkringsfrågor.
Hon är sedan 2013 ledamot i Sverigedemokraternas partistyrelse. 2015–2019 var hon förste vice partiordförande, och 2019–2023 andre vice ordförande.
Kronlid är troende kristen och är sedan 2014 ledamot av kyrkomötet tillika vice gruppledare. Hon är tillsammans med Aron Emilsson nationellt ansvarig för partiets kyrkopolitik. Hon har i en intervju ifrågasatt evolutionsteorin. I en intervju i SANS 2010 sa hon: "Jag accepterar inte evolutionsteorins påstående att människor härstammar från aporna. Man kan ifrågasätta det vetenskapliga i det eftersom det ligger så långt tillbaka i tiden."
Hon har debatterat och motionerat för samvetsfrihet för vårdpersonal vid framförallt abort och för att sänka gränsen för kvinnors möjlighet till abort.[källa behövs]
Tidigare har Julia Kronlid röstat på Kristdemokraterna. Hon har av bedömare pekats ut som en företrädare för den s.k. "ansvarslinjen" i Sverigedemokraterna, med vilket menas att anpassa tonläget för att framstå som ett regeringsdugligt parti.

### Andre vice talman
Kronlid nominerades 25 september 2022 till positionen som riksdagens andre vice talman för Sverigedemokraterna, Moderaterna, Kristdemokraterna och Liberalerna. Miljöpartiet nominerade Janine Alm Ericson till posten. Vänsterpartiet meddelade att de hade för avsikt att rösta på Ericson. Socialdemokraterna och Centerpartiet uttryckte att de hade för avsikt att lägga ner sina röster. 26 september samlades den nya riksdagen och vid den första valomgången fick Kronlid 173 röster och Ericson 49 röster. Resterande 126 röster var blankröster (en ledamot var frånvarande). Detta innebar att minst tre ledamöter från högerpartierna bröt mot partilinjen. Då ingen kandidat fick egen majoritet hölls en andra valomgång. Denna gång fick Kronlid, med 174 röster, en majoritet av de lagda rösterna. Ericson fick 47 röster, 126 röster var blanka och två ledamöter var frånvarande.